# U. E. G. Schrock

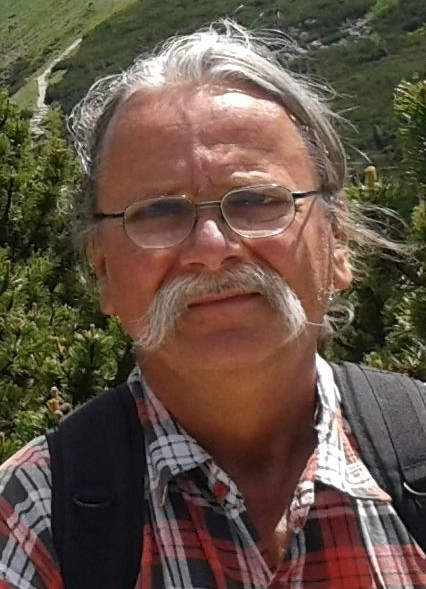
U. E. G. Schrock (2016)

U. E. G. Schrock oder Ulrich E. G. Schrock (* 4. September 1956 in Hannover) ist ein deutscher Schriftsteller und Numismatiker. Sein Gesamtwerk setzt sich aus über 500 Einzelveröffentlichungen zusammen.

## Leben
U. E. G. Schrock wuchs in Bad Münder am Deister und Hameln auf. Nach dem Abitur studierte er Germanistik, Geschichte, Politologie, Pädagogik und Philosophie an der Georg-August-Universität in Göttingen. 1981 legte er das Staatsexamen für das Lehramt in den Fächern Deutsch und Wissenschaft von der Politik ab. 
Er lebt seitdem als freiberuflicher Schriftsteller im Weserbergland und in Katalonien. Daneben war er zeitweise als Lehrer, Numismatiker, wissenschaftlicher Mitarbeiter und Mitarbeiter des Literaturbüros Südniedersachsen tätig, dessen Geschäftsführer er 1994 wurde. In diesem Rahmen veranstaltete und moderierte er Lesungen mit Autoren wie Franz Mon, Oskar Pastior, Hadayatullah Hübsch, Eugen Gomringer, Stefan Heym und Edgar Hilsenrath. 
Schrock erhielt mehrere literarische Auszeichnungen und im Jahr 1991 ein Arbeitsstipendium des Landes Niedersachsen. Als Numismatiker machte er sich durch zahlreiche Veröffentlichungen zur Münzgeschichte im norddeutschen Raum einen Namen und war 1979 Eligius-Preisträger der Deutschen Numismatischen Gesellschaft.

## Literarisches Werk
U. E. G. Schrock ist ein politischer Autor, der unter anderem von Erich Mühsam als Dichter und Anarchist inspiriert wurde. In seinen Werken möchte er verfestigte Weltbilder aufbrechen und verlangt dabei den Lesern eine intensive eigene Sinnsuche ab. 
Seit 1984 veröffentlichte er Lyrikbände, dramatische Szenen und drei Romane. In seinen Gedichten, die an die Sprachspiele der konkreten Poesie Eugen Gomringers, Ernst Jandls, Helmut Heißenbüttels oder Erich Frieds anknüpfen, sucht Schrock durch einen minimalistischen Stil und eine extreme Verdichtung von Sprache die Assoziationskraft der Leser anzuregen und ihnen damit einen Blick auf Wirklichkeit jenseits sprachlicher Klischees, ideologischer Maskierungen und bürgerlicher Ignoranz zu ermöglichen.
Sein erster Roman, O Bock, eine skurril-satirische Kapitalismuskritik, ist dadurch charakterisiert, dass der Autor fast jedes Wort „falsch“ schreibt. In den Kriegsmärchen versucht Schrock, der Sprachlosigkeit angesichts eines breit angekündigten Krieges Herr zu werden. Das Ergebnis ist eine assoziationsreiche, sarkastische Kurzprosa. Seine Krimi-Persiflage Kattesnuff von 2002 ist eine mit viel Wortwitz erzählte unterhaltsame Mordgeschichte mit Fußnoten rund um Briefmarken. Sammelleidenschaft, diesmal in Bezug auf Münzen und alte Chroniken, ist auch ein Motiv in Schrocks drittem Roman In der Hand, bei Fuß & im Genick. Eine deutsche Latenz von 2016, in dem der Autor seine eigene Familiengeschichte aufrollt. Dieser Generationenroman konfrontiert Kriegspropaganda mit realen, oft traumatisierenden Fronterlebnissen in den beiden Weltkriegen, erzählt von Berliner Bombennächten, von Meinungsterror und Genickschüssen in den Anfangszeiten der DDR, vom Aufwachsen in der Konsumgesellschaft der Wirtschaftswunderzeit und von den Absurditäten des Lebens im geteilten Berlin. Durch die oft übergangslose Aneinanderreihung einer Vielzahl von Diskursen, die von einer expressionistisch verknappten Erzählerrede bis hin zur Einfügung zahlreicher Realdokumente aus verschiedenen Jahrhunderten reichen, gelingt dem Autor eine dichte Verschränkung von persönlicher Geschichte, Familiengeschichte und politischer Historie. Dabei wird die zerstörerische Macht von „Vater Staat“ in den verschiedenen Deutschlands seit dem Kaiserreich ebenso deutlich wie die Möglichkeit des Einzelnen, sich durch kleine subversive Aktionen diesem totalitären Zugriff immer wieder ein Stück weit zu entziehen.
Die eigenwillige Prosa Schrocks nimmt sowohl frühneuhochdeutsche und barocke Einflüsse von Autoren wie Hans Sachs und Hans Jakob Christoffel von Grimmelshausen auf als auch Stilmittel der Nachkriegsliteratur, wie sie in Werken von Arno Schmidt, Günter Eich und Hans Bender zu finden sind. Maßgebliche Bedeutung für seinen Werdegang als Schriftsteller hatten seine Kindheitslektüren der Erzählungen Wolfdietrich Schnurres, dem, gemeinsam mit den Eltern des Autors, dieser autobiographische Roman gewidmet ist.
Sein letzter Lyrikband, „gedruckt bei uns im jahre als xerobdella lecomtei ausstarb“, fügt sich aus den drei Segmenten „WIR-Mutter-ich“ zu einem Ganzen. Die 53 reimlosen Gedichte mit ihren kurzen, oft nur aus einem Wort bestehenden Versen gruppieren sich um eine Symmetrieachse. Knapp an „Material“, versuchen sie, „die freischwebende Intensität des Wortes auszuschöpfen“ (Schrock), wobei die Überschrift erst mit der Schlusszeile erscheint.

## Werke

### Belletristik
- Gedichte. Baldrian, Bremen 1984, ISBN 3-924472-09-2.
- Die Möglichkeit des Monologs der Nr. 2651. Reise zu Erich Mühsam. Baldrian, Bremen 1986, ISBN 3-924472-11-4.
- O Bock inner Wirtschaft oda hau itt wörcks. Das is: ne locka-flockich erzehlte Geschichte aus unserm Alltach, mahl lustich und mahl eher herp, wies Leben eben so spielt. Büchergilde Gutenberg, Frankfurt am Main u. a. 1991, ISBN 3-7623-3911-1.
- Kriegsmärchen MDCCCCLXXXXI. Edition Bubo, Radebeul 1995, (Grafikbuch mit Holzschnitten von Sebastian Hennig).
- Kattesnuff. Fast ein Krimi. Mit Bildern von Katja Dörmann. Schmerse, Göttingen 2002, ISBN 3-926920-32-7.
- So! Edition Bubo, Dresden 2006, (Grafikbuch mit Holzschnitten von Sebastian Hennig).
- In der Hand, bei Fuß & und im Genick. Eine deutsche Latenz. Roman in drei Büchern. VS – Göttingen u. a., Göttingen 2016, ISBN 978-3-926920-54-6.
- eingeweckt im hirn oder: ZURÜCK. Eigenverlag, Hameln 2018, (Gedichte).

### Numismatik
- mit Heinrich Kalvelage: Münzen der Stadt Hameln. Niemeyer, Hameln 1982, ISBN 3-87585-052-1.
- Geschichte des Hamelner Notgeldes 1916 bis 1948. Bieber Luck-Lehne, Bremen 1986, ISBN 3-924472-14-9.
- Münzen der Stadt Göttingen. Bieber Luck-Lehne, Bremen 1987, ISBN 3-924472-13-0.
- mit Heinrich Kalvelage: Ergänzungen zur Münzgeschichte des Stiftes und der Stadt Hameln. Museum Hameln, Hameln 1988.
- Von der Kunst gutes Geld zu machen. Die Münzprägung der Stadt Einbeck (= Studien zur Einbecker Geschichte. 9). Isensee, Oldenburg 1995, ISBN 3-89598-307-1.
- mit Heinz A. Behrens und Jürgen Denicke: Die Münzen der Grafschaft Blankenburg-Regenstein. Bussert & Stadeler, Jena u. a. 1999, ISBN 3-932906-03-9.
- mit Jürgen Denicke: Münzkatalog der Grafen von Blankenburg-Regenstein. Bussert & Stadeler, Jena u. a. 2000, ISBN 3-932906-19-5.
- Deutsche Regimentsjubiläen auf Medaillen und Abzeichen von 1871 bis 1918. Katalog mit aktuellen Marktpreisen in Euro. Gietl, Regenstauf 2002, ISBN 3-924861-66-8.
- Sammler sind ... Menschen. Vergnüglich-Kritisches von U. E. G. Schrock. Eigenverlag, Hameln 2019

### Sonstige
- Performance 1984. Vier Gedichte an der Berliner Mauer Treptow.
- „Ich bin ein Pilger...“. Erich Mühsams frühe Lyrik. NDR (Rundfunk) Juli 1988.
- Vier Dialoge zu HABEE's D.A.S. Art. Performance Galerie InKatt, Bremen 9. November 1991
- „Banalitäten herauspicken und gegenüberstellen.“ Interview in: TRAFIK. Internationales Journal zur libertären Kultur und Politik. Nr. 35, 1992, ISSN 0177-1361, S. 27–33.
- Die Schlacht bei Langensalza 1866. Drehbuch für die niedersächsische Landesmedienstelle Hannover/Museum Hameln. Premiere Hameln 1996.